# Magyar Katolikus Rádió
A Magyar Katolikus Rádiót 2004-ben hozta létre a Magyar Katolikus Püspöki Konferencia. Vezérigazgatója az indulástól 2025-ig Spányi Antal székesfehérvári megyéspüspök, 2025-től Martos Levente Balázs püspök.

## A rádió története, célkitűzései
A Magyar Katolikus Rádiót a Magyar Katolikus Püspöki Konferencia 2004-ben hozta létre azzal a céllal, hogy a magyar társadalomban a keresztény világnézetet, életfelfogást megerősítse és terjessze. Közszolgálati műsorstruktúrájával segít eligazodni és tájékozódni a közélet számtalan területén és a mindennapok kérdéseiben. A katolikus egyház tanításának hirdetésében szerepet vállal, a magyar és az egyetemes kultúra, valamint anyanyelvünk értékeinek megőrzésében határon innen és túl.
Digital Radio Mondiale (DRM) adáskísérleteket 2008. május 30-a és júniusa között végeztek. Ezúttal a Magyar Katolikus Rádió műsorát sugározták a lakihegyi adóról a 810 kHz-es frekvencián. Tekintetbe vették a jászberényi rövidhullámú adót is erre a célra, de az adások még nem kezdődtek el.

## Vezetőség, szerkesztőségek
- Vezérigazgatóság: Martos Levente Balázs püspök, vezérigazgató; Dr. Radetzky András vezérigazgató-helyettes
- Főszerkesztőség: Szikora József főszerkesztő
- Bemondók Szervezeti Egysége: Lázár Csaba vezető bemondó
- Kulturális Szerkesztőség: Tóth János András szerkesztőségvezető[3]
- Közéleti Szerkesztőség: Szikora József szerkesztőségvezető; Kékesi Enikő főmunkatárs
- Zenei Szerkesztőség: Bögös Henrietta szerkesztőségvezető
- Műszaki vezető: Darázs Gábor

## Vételi lehetőségek
Rádiókészülékkel:
ultrarövid hullámon monóban (FM)
| Budapest 102,1 MHz Debrecen 92,3 MHz Cece 91,6 MHz Dunaföldvár 104,1 MHz Esztergom 92,5 MHz Győr 96,4MHz Kalocsa 94,5 MHz Kaposvár 102,6 MHz Kiskőrös 91,7 MHz Komló 91,4 MHz Mosonmagyaróvár 99,7 MHz Mór 89,0 MHz | Orosháza 88,6 MHz Pápa 92,7 MHz Pécs 101,2 MHz Sopron 104,6 MHz Szekszárd 102,5 MHz Székesfehérvár 96,1 MHz Szombathely 107,4 MHz Tapolca 101,8 MHz Tihany 97,6 MHz Vác 87,9 MHz Veszprém 94,6 MHz Zalaegerszeg 92,9 MHz |

középhullámon (AM vagy MW) 2011. január 16-ig volt lehetőség
- a Dunántúlon (a siófoki adó vételkörzetében): 1341 kHz
- Budapesten és környékén (lakihegyi adó): 810 kHz
- a keleti országrészben (a szolnoki adó vételkörzetében): 1341 kHz

DAB+ digitális földfelszíni sugárzással
- Budapesten és kb. 20 km-es környezetében valamint Budapesttől déli és délkeleti irányban kb. 70 km távolságra a 11D csatornán, a 222,064 MHz-en

Kábel-TV hálózaton:
A UPC hálózatán 7 nagyvárosban:
- Budapest: 99,7 MHz
- Székesfehérvár: 93,6 MHz
- Veszprém: 98,7 MHz
- Sopron: 105,6 MHz
- Pécs: 97,9 MHz
- Miskolc: 96,7 MHz
- Debrecen: 94,0 MHz
- A Zalaegerszegi Kábeltelevízió (Zelka Rt.) hálózatán a 104 MHz-en az alábbi településeken: Zalaegerszeg, Csatár, Bocfölde, Sárhida, Bak, Zalaszentiván, Alibánfa, Zalaszentlőrinc
- a Vidanet Zrt. kábel-TV hálózatán Győrben és Mosonmagyaróváron a 92,6 MHz-en, Csorna városában és 26 rábaközi településen a 104,6 MHz-en.
- a Tihany-TV hálózatán a 104 MHz-en
- a Budakalász Kábel-TV hálózatán a 99,4 MHz-en
- Parabola IKT hálózatán a Budapest, XVIII. kerület Lipták telepen
- a Rétsági Kábelszolgáltató hálózatán a 87,5 MHz-en az alábbi településeken: Rétság, Tereske, Bánk, Tolmács, Borsosberény, Diósjenő, Nógrád, Berkenye

Műholdon keresztül:
- AMOS-3 műhold,
- pozíció: 4 fok nyugat
- frekvencia: 11304 MHz, polarizáció: H,
- hibajavító kódolás FEC 3/4, SID 40, PID 402,
- szimbólumsebesség: 19540 MS/s,
- hallgatói jelsebesség: 128 kbps

Online:
- Élő adás, mp3 és ogg formátumban a rádió honlapján

Mobil:
- Android készülékekre (ingyenes)[4]
- iOS készülékekre (ingyenes)[5]

Podcast:
- 30+ tematikus csatorna hallgatható az Apple Podcast és a Spotify rendszereken[6][7]